# 5K (Bildauflösung)

Vergleich verschiedener Bildauflösungen bis 8K

5K-Auflösung, auch 5K genannt, bezeichnet in Anlehnung an die Definitionen von 2K und 4K eine horizontale Bildauflösung in der Größenordnung von 5000 Spalten.

## Beschreibung
Aus der Angabe „5K“ geht nicht hervor, welche Bildseitenverhältnisse, Bittiefen, Bildwiederholfrequenzen oder Helligkeits- und Farbwerte in den Bildern kodiert sind. Die ITU-R-Empfehlung BT.2020 für hochauflösendes Fernsehen in der Version von 2015 kennt dieses Format nicht, sondern sieht als nächsten Schritt von 4K eine 8K-Auflösung vor. Dennoch haben sich am Markt mehrere Geräte mit diesem Zwischenschritt etabliert. Insbesondere konnte eine verbreiterte Darstellung des 4K UHD, dann im Seitenverhältnis von 21:9, gut als 5K beworben werden. In der HDMI-Spezifikation 2.1 von 2017 wurden dann die Begriffe für 5K und 10K dazu passend eingeführt. Neben dem Zwischenformat von 4K UHD und 8K UHD2 existieren historisch noch Geräte, bei denen zwei 2K-HDTV nebeneinander zu einem Bild zusammengefügt wurden, die entsprechend über zwei Kabel angesteuert wurden.
| Bildseiten- verhältnis | Spalten | Zeilen | Pixelanzahl (Megapixel) | Anmerkung            |
| ---------------------- | ------- | ------ | ----------------------- | -------------------- |
| 32:90                  | 5120    | 1440   | 7,37                    | Dual Wide-QHD        |
| 64:27 (≈21∶9)          | 5120    | 2160   | 11,06                   | 5K2K / 4K ultra-wide |
| 16:90                  | 5120    | 2880   | 14,75                   | UHD+ / 5K (5K3K)     |

### Verdoppelung
Das 5K Ultrawide-Format in 21:9 ist Gegenstand der Verdoppelung der Auflösung in Länge und Breite. Dies sind dann 10K mit 10240 × 4320 Bildpunkten.
Das einzig bekannte Display wurde 2015 als Technologiedemonstration vorgestellt. Ansonsten wird das größere abgeleitete Format nur durch Multi-Monitor Installationen erreicht.

## Geräte

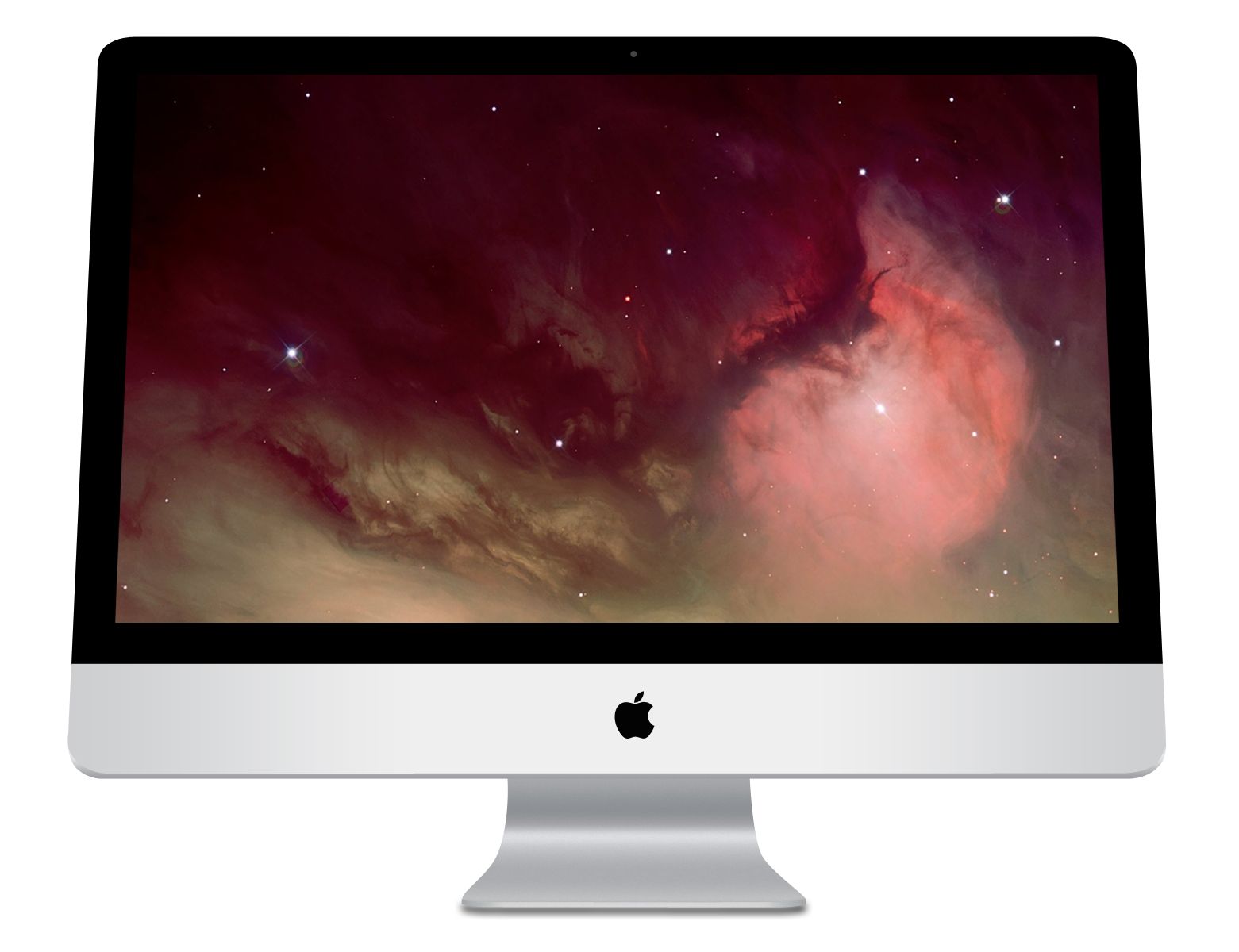
5K-Retina-iMac

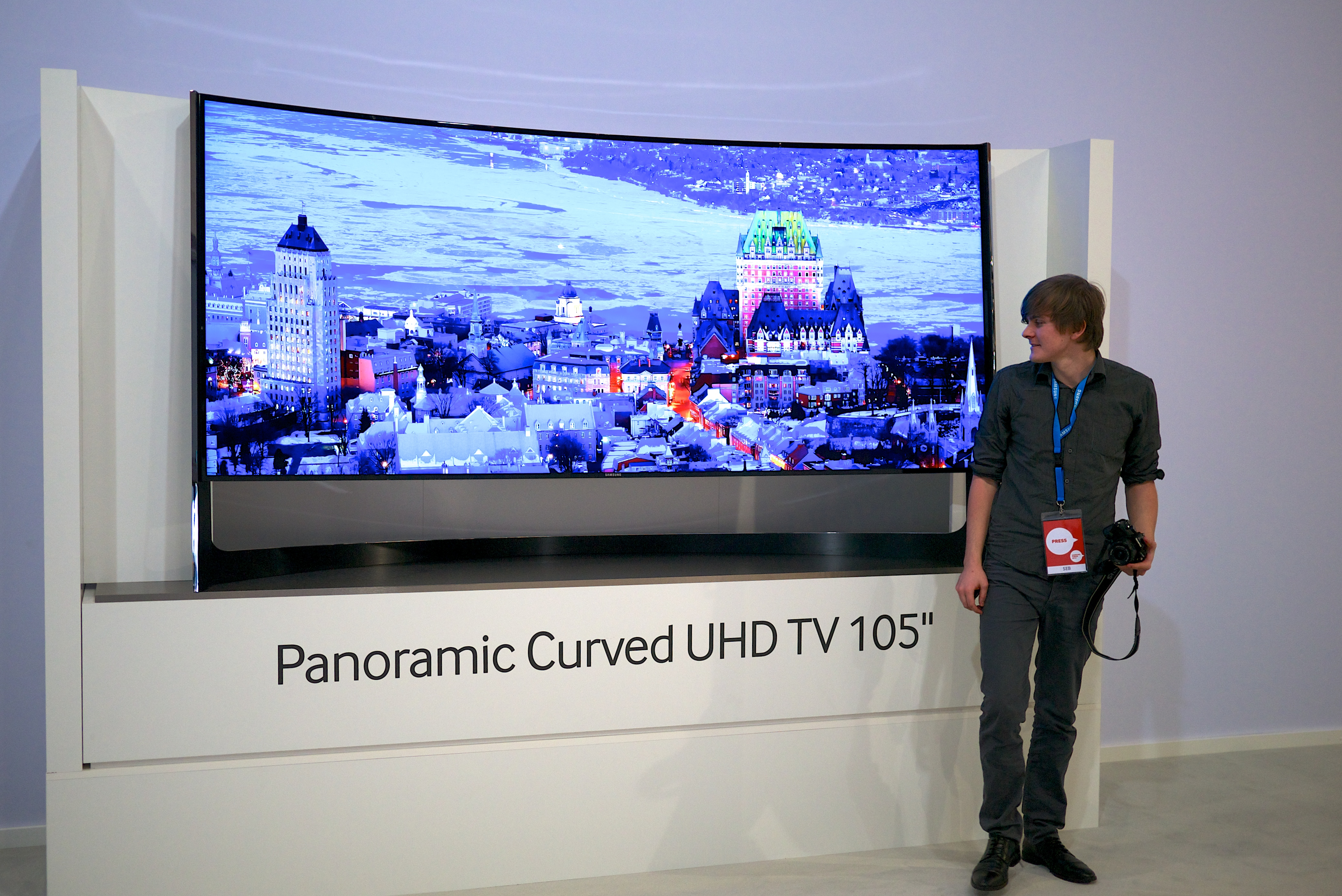
Samsung UN105S9W Curved UHD TV

Digitale Wiedergabegeräte, wie Computermonitore, Bildschirme, Fernsehgeräte oder Projektoren, sowie Aufnahmegeräte, wie digitale Kinokameras oder Digitalkameras, mit einer Spaltenzahl ab rund 5000 Spalten können mit dem Attribut „5K“ gekennzeichnet werden. Diese Geräte sind in der Lage, Bilder mit dieser Spaltenzahl vollständig zu verarbeiten und wiederzugeben, ohne Bildpunkte zusammenfassen zu müssen (Downsampling).

### 5120×2880(16:9)
Die 5K3K-Auflösung findet vor allem in Computerbildschirmen Einsatz. Sie dient dazu, auf Bildschirmen ab etwa 27 Zoll ein feiner aufgelöstes Bild zu ermöglichen, bei dem einzelne Pixel schwerer zu erkennen sind als zum Beispiel bei 4K mit 3840 × 2160 Pixeln.
Technisch konnte eine volle 5K-Auflösung mit 5120 × 2880 bei 30 Hz mit DisplayPort 1.2 geliefert werden. Dies wurde von AMD mit der Radeon HD 6850 und 6870 im Oktober 2010 erstmals implementiert. Nvidia folgte mit der Kepler-Architektur im März 2012.
Der erste Computer mit 5K-Bildschirm ist der iMac mit 27-Zoll-Bildschirm von Ende 2014. Dieser wird aufgrund seiner Auflösung vom Hersteller als Retina-Display bezeichnet. Er hat (wie das iPhone 4 verglichen mit dem iPhone 3GS) die vierfache Anzahl von Pixeln des Vorgängermodells ohne Retina-Display. Dies wird erreicht, indem die Zahl der Zeilen und Spalten jeweils verdoppelt wurde, von 2560 × 1440 auf 5120 × 2880. Der erste 5K-Monitor (Dell UltraSharp UP2715K) von 2015 konnte die gleiche Auflösung – 5K mit 60 Hz – darstellen, indem er mit einem Computer über zwei Displayport-1.2-Kabeln verbunden wird. Der Bildschirm des zuvor genannte ersten Modells des iMac mit Retina-Display wurde intern ebenfalls über zwei Leitungen angebunden, die nachfolgenden Modelle über eine. Die Nvidia 1000er Serie unterstützte 2016 DisplayPort 1.3, was 5K mit 60 Hz über ein einziges Kabel ermöglicht. Die AMD Radeon RX 480 folgte kurz darauf. Diese Monitore haben ein Seitenverhältnis von 16:9. Auf der CES 2025 präsentierte Acer einen 5K-Monitor mit einer höheren Bildwiederholrate als 60 Hz. Der Acer Predator XB323QX besitzt einen 32-Zoll-Bildschirm im 16:9-Format mit 5120 × 2880 Pixeln bei 144 Hz.

### 5120 × 2160 (21:9)
Mit der Vorstellung der ersten 8K-Geräte, die auch auf der IFA 2018 gezeigt wurden, setzte eine breite Diskussion ein, dass schon 4K-Geräte für das menschliche Auge eine hinreichende Auflösung darstellen. Auch Digitales Kino arbeitet mit maximal 4K-Auflösung (4096 × 2160). Für die Verbesserung des Bildeindrucks sollte man sich auf andere Kriterien konzentrieren, etwa einen erweiterten Farbraum, höhere Dynamik (Kontrastumfang) und höhere Bildwiederholung (Framerate). Die Industrie reagierte darauf und präsentierte noch 2018 die ersten Geräte, die von der 4K-Auflösung abgeleitet sind, aber auf das Kinoformat 21:9 verbreitert wurden und eine Auflösung von 5120 × 2160 besitzen – im Besonderen die Geräte LG 34WK95U und Philips 349P9H mit einer Bildschirmdiagonalen von 34″. Dabei handelt es sich um Monitore, welche die gleiche Höhe wie ein 27-Zoll-4K-Monitor im 16:9-Format haben und breiter sind. Der LG wurde im Januar 2018 auf der CES vorgestellt und der Philips im August 2018 auf der IFA.
Tatsächlich gab es jedoch schon vorher ein Gerät mit einer 5K2K-Auflösung – der Samsung UN105S9W wurde auf der CES 2014 vorgestellt und hatte die Bezeichnung 5K TV erhalten. Im Gegensatz zu früheren Fernsehern im 21:9-Format, wie dem Philips 56PFL9954 aus dem Jahr 2009, vervierfacht der Samsung UN105S9W die Anzahl der Pixel, indem er statt einer Auflösung von 2560 × 1080 eine Auflösung von 5120 × 2160 besitzt. Dieser Fernseher mit 105″-Bilddiagonale konnte sich allerdings aufgrund seines extremen Preises nicht breit durchsetzen. Die Geräte ab 2018 wurden zwar von den Herstellern als 4K „ultra-wide“ (überbreit) klassifiziert, in der Werbung erschienen sie jedoch auch als 5K-Fernseher. 2019 präsentierte Hisense einen Prototyp eines Fernsehers namens „Movie Wall“ mit 5K2K-Auflösung.
Das tatsächliche Fernsehen strahlt in diesem 5K Format jedoch nicht aus, sondern setzte weiter zu den Olympischen Sommerspielen 2020 in Tokio auf die 8K-Bildauflösung, die von der lokalen Fernsehanstalt NHK eingeführt wurde. 2018 waren auf der IFA 8K-Fernseher mit Bildschirmdiagonalen zwischen 55 und 120 Zoll ausgestellt. 2021 besaßen 8K-Fernseher einen Marktanteil von 0,15 % am Fernsehermarkt und auch in Japan konnte sich trotz der Verfügbarkeit von Fernsehkanälen das 8K-Format nicht durchsetzen. Stattdessen beobachtete man, dass ab 2022 über 99 % aller verkauften Fernseher HDR-Video unterstützten. Zu 3/4 dominierte die 4K-UHD Auflösung weiterhin den Markt.

### 5120 × 1440 (32:9)
Neben den ersten Monitoren mit einer Auflösung von 5120 × 2160 erschienen 2018 die ersten Monitore mit einer Auflösung von 5120 × 1440. Der Bildschirm des Dell U4919DW besitzt eine Diagonale von 49 Zoll und ein Seitenverhältnis von 32:9. Damit besitzt er die gleiche Fläche, Höhe und Anzahl von Pixeln wie zwei nebeneinander angeordnete 27-Zoll-Monitore mit je einer Auflösung von 2560 × 1440 (auch WQHD genannt) im 16:9-Format.